# 2448 Sholokhov
2448 Sholokhov eller 1975 BU är en asteroid i huvudbältet som upptäcktes den 18 januari 1975 av den ryska astronomen Ljudmila Tjernych vid Krims astrofysiska observatorium på Krim. Den har fått sitt namn efter den sovjetiske författaren och nobelpristagaren Michail Sjolochov.
Asteroiden har en diameter på ungefär 38 kilometer.